# Hélène Gratiot-Alphandéry
Hélène Gratiot-Alphandéry (París, 31 de juliol de 1909 - 8 de desembre de 2011) fou una psicòloga francesa, directora d'estudis a l'École pratique des hautes études i cofundadora juntament amb Henri Wallon de la revista Enfance.
Ella realitza els seus estudis secundaris a l'institut Molière, a continuació s'inscriu per cursar la llicenciatura de filosofia a la Universitat de laSorbonne, on segueixs sobretot els cursos d'Henri Wallon, qui la recluta per anar a Boulogne-Billancourt. Aprova el diploma d'estudis superiors francesos en psicologia sobre la fantasia en el nen, i s'encarrega de treballs pràctics a l'Institut de psicologia. L'any 1968 és nomenada professora de psicologia a la universitat París-V, on dirigeix l'institut de psicologia, i a continuació és directora d'estudis a l'escola pràctica d'estudis superiors.
S'adhereix al partit comunista l'any 1935 i visita la URSS. Al 1941, el règim de Vichy li prohibeix exercir com a professora. Entre el 1942 i el 1944 es refugia a Niça. Després de la guerra, entra al CNRS. Al 1947, crea la revista Enfance, publicada per les Puf, el primer número apareix l'any 1948. Gratiot-Alphandéry és present als inicis de l'Escola francesa de psicoanàlisi, l'any 1964.
El seu pare, Paul Alphandéry (1975-1932), és director d'estudis a l'escola pràctica d'estudis superiors, especialista en història religiosa de l'edat mitjana.
És especialista en les qüestions referents a la infancia i a l'escolarització primària. Crea juntament amb Henri Való la revista Enfance.Dirigeix amb René Zazzo, un Tractat de psicologia de la infantesa en 5 volums.

## Publicacions
- (dir.) La Psicologia escolar, amb René Zazzo, París, Puf, 1953.
- (dir.) Tractat de psicologia de la infantesa, amb René Zazzo, París, Puf, 1970-1976.